# Саргсян, Серж Азатович
Серж Аза́тович Саргся́н (Саркисян; арм. Սերժ Ազատի Սարգսյան; род. 30 июня 1954, Степанакерт, НКАО, Азербайджанская ССР, СССР) — армянский политический, государственный и военный деятель. Президент Республики Армения с 9 апреля 2008 по 9 апреля 2018. Премьер-министр Республики Армения с 4 апреля 2007 по 9 апреля 2008 и с 17 по 23 апреля 2018 года.

## Биография

### Ранние годы жизни
Серж Саргсян родился в 1954 году в Степанакерте — административном центре Нагорно-Карабахской автономной области, Азербайджанской ССР. Отец Сержа, Азат Саргсян, был выходцем из села Тех Горисского района Армении. В 1937 году Азат Саргсян был репрессирован, после чего семья будущего политика переселилась в Степанакерт.
- 1971—1979 — учёба на филологическом факультете Ереванского государственного университета.
- 1972—1974 — служба в Вооружённых силах СССР.
- 1975—1979 — токарь на Ереванском электротехническом заводе[3].
- 1979—1988 — работа в комсомольских и партийных органах: заведующий отделом, второй секретарь, первый секретарь Степанакертского горкома ЛКСМ Азербайджана, заведующий отделом пропаганды и агитации Степанакертского горкома КП Азербайджана, помощник первого секретаря Нагорно-Карабахского обкома КП Азербайджана Генриха Погосяна[3].

### Политическая карьера в 1988—2008 годах
С 1988 года Серж Саргсян был одним из лидеров «Карабахского движения», ставившего своей целью присоединение Нагорного Карабаха к Армении. С 1989 года был членом партии Армянское общенациональное движение: на её первом съезде, прошедшем в ноябре 1989 года, был делегатом от Нагорного Карабаха. В 1990 году был избран депутатом Верховного совета Армении. В 1990—1991 годах — управляющий Нагорно-Карабахским отделением компании «Интурист».
В первые годы существования Нагорно-Карабахской Республики (НКР) был, согласно официальной биографии, председателем комитета сил самообороны НКР, занимал эту должность в 1989—1992 годах, согласно другим источникам занял её в 1991 либо 1992 году. По словам журналиста Татула Акопяна, такой должности не существовало вовсе, ибо в НКР никогда не было структуры с названием «комитет сил самообороны»: Саргсян был председателем Комитета обороны и занимал этот пост с января по август 1992 года. С 1991 года был депутатом Верховного Совета НКР.
С 1992 по 1993 год был исполняющим обязанности министра обороны НКР. Наблюдатели отмечали, что под непосредственным руководством Саргсяна Вооружённые силы НКР достигли во время Первой карабахской войны ряда успехов. Так, в феврале 1992 был взят город Ходжалы, в мае — города Шуша и Лачин. В апреле 1993 года силы НКР вошли в город Кельбаджар, в результате чего под контроль НКР перешёл Лачино-Кельбаджарский коридор, соединивший непризнанную республику с Арменией.
С 21 августа 1993 по 18 мая 1995 года занимал, по назначению президента Армении Левона Тер-Петросяна пост министра обороны Армении. Перед назначением провёл несколько месяцев в Москве. В период его пребывания на этом посту было достигнуто соглашение с НКР и Азербайджаном о прекращении огня.
С 18 мая 1995 по ноябрь 1996 года — начальник Государственного комитета национальной безопасности (ГКНБ) Республики Армения. В ноябре 1996 года ГКНБ был объединён с Министерством внутренних дел Армении в единое Министерства внутренних дел и национальной безопасности (МВДНБ).
С ноября 1996 по июнь 1999 года — министр внутренних дел и национальной безопасности Армении. После того, как в 1998 году президент Левон Тер-Петросян ушёл в отставку рассматривался как один из возможных кандидатов в президенты, но в итоге воздержался от выдвижения своей кандидатуры, поддержав Роберта Кочаряна, который и был в итоге избран президентом.
В июне 1999 года МВДНБ было вновь разделено на два отдельных ведомства — Министерство внутренних дел и Министерство национальной безопасности; второе из них Саргсян возглавлял до 13 ноября 1999 года.
13 ноября 1999 года назначен руководителем администрации президента Армении, а в декабре того же года — также секретарём совета национальной безопасности при президенте Армении.
20 мая 2000 года назначен министром обороны в правительстве Андраника Маргаряна. Одновременно освобождён от должности руководителя администрации президента, но остался секретарём совета национальной безопасности.
На президентских выборах 2003 года возглавлял избирательный штаб Кочаряна, в итоге переизбранного на второй срок. На парламентских выборах, прошедших в том же году, возглавлял избирательный список правящей Республиканской партии Армении (РПА). По итогам выборов РПА получила 33 из 131 места в Национальном собрании — больше, чем любая другая партия, но меньше, чем независимые депутаты (37 мандатов). При этом на тот момент Саргсян не являлся членом РПА; он вступил в партию лишь в 2006 году, вскоре после вступления став председателем Совета партии.
С 4 апреля 2007 по 9 апреля 2008 года — премьер-министр Республики Армения; сменил на этом посту умершего Андраника Маргаряна. 10 ноября 2007 года сменил Маргаряна и на посту председателя РПА.
14 сентября 2007 года пресс-секретарь Кочаряна сообщил, что глава Армении видит будущим президентом страны Саргсяна и поддержит его на предстоящих в феврале 2008 года президентских выборах.

### Президент Армении (2008—2018)
19 февраля 2008 года Серж Саргсян был избран президентом Армении, набрал 52,82 % голосов избирателей. Противниками Саргсяна во главе с его основным соперником на выборах, бывшим президентом страны Левоном Тер-Петросяном были организованы массовые протесты в Ереване. Протестующие, не признававшие победы Саргсяна, указывали на значительное количество нарушений в ходе выборов и требовали пересмотра их итогов. 1 марта 2008 года уходящий президент Роберт Кочарян ввёл в столице страны чрезвычайное положение, которое действовало до 21 марта.
9 апреля 2008 года Саргсян вступил в должность президента Армении. Российскую делегацию на церемонии инаугурации возглавлял спикер Госдумы Борис Грызлов.
Во время войны в Грузии в августе 2008 года Саргсян занял осторожную позицию и не поддержал признание независимости Южной Осетии и Абхазии, сделанное президентом России Дмитрием Медведевым. Однако на саммите ОДКБ 5 сентября 2008 года Саргсян, вместе с другими лидерами стран — членов этой организации, подписал совместную декларацию, в которой выражались озабоченность в связи с действиями Грузии в Южной Осетии и расширением НАТО на восток, а также поддержка активной роли России в её действиях в регионе. Декларация также подразумевала большую степень военного взаимодействия между участниками ОДКБ, что, по мнению некоторых экспертов, можно было назвать созданием военного блока наподобие Организации Варшавского договора.
В октябре 2008 года Армению посетил президент России Дмитрий Медведев, в начале ноября по его инициативе в Подмосковье прошла встреча между Саргсяном и президентом Азербайджана Ильхамом Алиевым, посвящённая конфликту в Нагорном Карабахе. Саргсян и Алиев подписали декларацию, в которой говорилось об активизации переговоров по урегулированию конфликта и о приверженности сторон нормам международного права. Отмечалось, что эта декларация стала первым такого рода документом, подписанным непосредственно главами Азербайджана и Армении. В дальнейшем Саргсян и Алиев провели ещё несколько встреч; в частности, в мае 2009 года сообщалось, что они достигли соглашения по базовым принципам урегулирования конфликта в Нагорном Карабахе.
Со второй половины 2008 года начали заметно улучшаться армяно-турецкие отношения, ранее бывшие достаточно напряжёнными. В сентябре 2008 года по приглашению Саргсяна в Армению приехал президент Турции Абдуллах Гюль, и хотя основной целью визита было объявлено присутствие на футбольном матче сборных Армении и Турции, между Гюлем и Саргсяном также состоялась встреча по вопросу урегулирования отношений. В 2009 году турецкий президент предложил Саргсяну совершить аналогичный визит на футбольный матч двух сборных в Турции, однако в июле 2009 года президент Армении заявил, что готов на это только «при наличии открытой границы или в преддверии снятия блокады с Армении». 31 августа 2009 года стало известно, что Турция и Армения намерены установить дипломатические отношения и открыть границу после шестинедельных консультаций. 10 октября того же года министры иностранных дел двух стран в присутствии государственного секретаря США Хиллари Клинтон подписали соответствующие протоколы, а 14 октября состоялся символический визит Саргсяна в Турцию на футбольный матч между армянской и турецкой сборными. Однако в итоге ратификация этих соглашений затянулась, и в апреле 2010 года Саргсян приостановил её процедуру.
В ноябре 2009 года на съезде РПА Саргсян был переизбран председателем партии.
В августе 2011 года во время визита в Армению Дмитрия Медведева были подписаны протоколы о продлении сроков нахождения российской военной базы в Гюмри до 2044 года. При этом Россия обязалась обеспечивать, совместно с армянскими вооружёнными силами, безопасность Армении, а также поставлять ей современное вооружение и военную технику. Кроме того, как сообщил Саргсян, сфера географической и стратегической ответственности базы в Гюмри более не ограничивалась границами бывшего СССР.
6 мая 2012 года в Армении прошли парламентские выборы, на которых возглавляемая Саргсяном Республиканская партия Армении одержала победу, получив 44,02 % голосов избирателей и 69 из 131 места в Национальном собрании.
18 февраля 2013 года Саргсян был переизбран на президентский пост, получив 58,64 % голосов избирателей. Во время второго срока Саргсяна в Армении прошёл конституционный референдум (2015), преобразовавший страну из полупрезидентской в парламентскую республику.
Будучи президентом, Серж Саргсян неоднократно высказывался за скорейшее прекращение гражданской войны и восстановление мира в Сирии — стране, где проживает значительная армянская диаспора. По словам Саргсяна, армянские власти оказывали гуманитарную помощь как сирийским армянам (часть из них была репатриирована в Армению, где им была оказана помощь в поиске жилья и трудоустройстве), так и другим гражданам Сирии, пострадавшим от вооружённого конфликта. В 2016 году армянский лидер заявил, что полностью поддерживает действия России в Сирии: «Это законное право сирийского государства просить помощи и законное право России оказать эту помощь».
9 апреля 2018 года второй срок Саргсяна подошёл к концу. Его преемником стал Армен Саркисян, бывший премьер-министр Армении, который был избран Национальным собранием на президентский пост за месяц до того. В 1996—1997 годах Саргсян работал в правительстве Саркисяна в качестве министра внутренних дел и национальной безопасности.

### Премьер-министр Армении (2018) и свержение
17 апреля 2018 года назначен премьер-министром Республики Армения, получив поддержку 77 из 97 депутатов Национального собрания. Согласно поправкам, внесённым в Конституцию Армении на референдуме 2015 года, именно премьер-министр является основным носителем власти в стране. Переход к парламентской системе и назначение Саргсяна на премьерский пост было воспринято его противниками как стремление преодолеть заложенное в Конституции ограничение, запрещавшее президенту занимать свой пост более двух сроков. При этом сам Саргсян сказал, что не приемлет подобную точку зрения, так как, по его словам, после перехода к парламентской системе Арменией будет править не премьер-министр единолично, а коллективное руководство. «Люди ещё полностью не восприняли то, что уже нет власти человека, что вместо человека к власти пришла политическая сила. Это будет не третьим сроком, а первым сроком правления РПА» — заявил новоизбранный премьер. 
Назначение Саргсяна на пост главы правительства привело к массовым протестам, основным лидером которых стал лидер оппозиционного блока «Елк» Никол Пашинян. 23 апреля на фоне этих протестов Саргсян был вынужден подать в отставку. В своём заявлении об отставке он пожелал скорейшего установления мира в Армении, а также сказал, что Пашинян был прав, а он — нет.
После отставки с поста премьера он продолжает сохранять политическое влияние — так как остаётся лидером Республиканской партии Армении, имеющей большинство в парламенте. Это большинство, среди прочего, позволяет республиканцам выдвигать кандидатуру нового премьер-министра. Однако 25 апреля Саргсян заявил, что уйдёт в отставку с поста лидера РПА.

## После президентства
В феврале 2022 года Азербайджан объявил его в розыск. Его обвиняют в разжигании розни между армянами и азербайджанами из-за Нагорного Карабаха.

## Семья
Женился в 1983 году. Супруга — Рита Александровна Саргсян, родилась в Степанакерте в семье военного. По специальности — учительница музыки.Умерлa от коронной инфекции в 2020 году.
- Дочери — Ануш и Сатеник.
- Братья — Александр Саргсян, Левон Саргсян.

## Факты
- Является председателем Совета попечителей Ереванского государственного университета[16] и президентом Федерации шахмат Республики Армения[англ.] (впервые избран в 2004 году[17], переизбирался в 2006, 2009, 2011, 2013[18] и в 2017 годах[19]).
- Помимо родного армянского, владеет русским и английским, а также турецким и азербайджанским[20] языками.
- После избрания президентом Армении потребовал, чтобы русскоязычные средства массовой информации передавали его фамилию как «Саргсян», в соответствии с нормами армянского произношения (иногда использовалось написание «Саркисян»). В заявлении МИД Армении по этому вопросу это объяснялось тем, что фамилия главы государства происходит от армянского имени Саргис и при своем образовании по правилам армянского языка теряет гласный звук «и»[3].
- В соответствии с документами, которые сайт WikiLeaks называет секретными документами американских дипломатов, на имя президента Армении было отправлено сообщение от Джона Негропонте с ультиматумом о недопущении продажи Арменией оружия Ирану, как это имело место в 2003 году. Данное оружие, согласно документам, повлекло гибель и ранение американских солдат в Ираке[21].

## Награды и звания
- Орден Боевого креста I степени[22]
- Орден Тиграна Великого[22]
- Герой Арцаха (НРК)

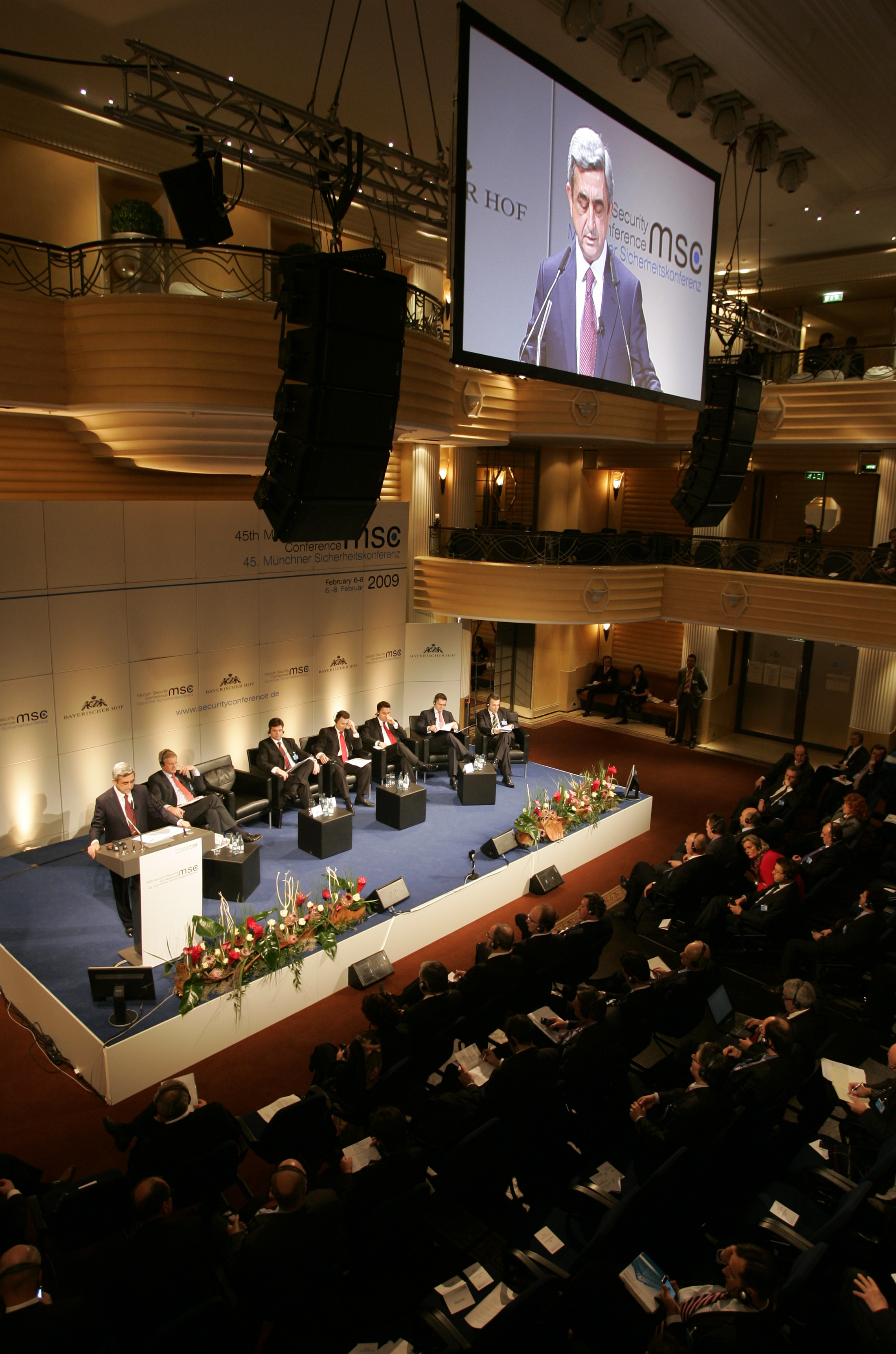
Выступление Президента Сержа Саргсяна на Международной конференции по политике безопасности, 2009 год

- Орден «Григор Лусаворич (Просветитель)»[арм.] (НКР, 2014 год) — за исключительные заслуги перед Нагорно-Карабахской Республикой[23]
- Орден князя Ярослава Мудрого I степени (Украина, июль 2011 года)[24][25]
- Орден Золотого руна (Грузия, 2009 год)[26]
- Орден Чести (Грузия, 2008 год)[27]
- Президентский орден «Сияние» (Грузия, 2013 год)[28]
- Цепь ордена Заслуг pro Merito Melitensi (Мальтийский орден, 2016 год)[29]
- Кавалер Большого креста ордена Почётного легиона (Франция, 2011 год)[30]
- Кавалер Большого Креста ордена За заслуги (Франция, 2014 год)
- Лента ордена Республики Сербия (Сербия, февраль 2013 года)[31]
- Медаль «Данк» (Кыргызстан, 24 января 2002 года) — за заслуги в развитии военного и военно-технического сотрудничества[32]
- Медаль «10 лет Астане» (Казахстан)
- Орден «За заслуги перед Калининградской областью» (Калининградская область, Россия, 3 ноября 2009 года) — за особые заслуги по налаживанию экономических, научных, образовательных и культурных связей Калининградской области Российской Федерации и Республики Армении[33]
- Почётная медаль острова Эллис от Национальной этнической коалиции организаций[англ.] США — за развитие армяно-американских отношений (2011)[34]
- Золотая медаль Парламента Греции (2011)[35]
- Почётный профессор Московского государственного университета (2011)[36]
- Большой орден Московского государственного университета (2008)[37]
- Почётный доктор МГИМО (2017)[38]
- Почётный профессор Пекинского университета[39]
- Почётный орден Российско-армянского (славянского) университета[40]
- Специальная памятная наградная медаль МГИМО (2015)[41]
- «Золотой крест» Союза армян России — за выдающийся вклад в укрепление Армянского Государства и отношений между Арменией и Россией[42]